# Селин, Сергей Гаврилович
Сергей Гаврилович Селин (26 апреля 1956, Барнаул) — советский и российский футболист, полузащитник, тренер.

## Биография
Воспитанник барнаульских футбольных школ «Темп» и «Динамо», тренеры — Виктор Качаринский, Владимир Сафонов. В 1974 году сыграл первые матчи в составе барнаульского «Динамо» во второй лиге, но развитию карьеры временно помешала травма.
В 1975 году был призван в армию и выступал за новосибирский СКА в соревнованиях КФК. Со своей командой становился победителем Кубка Вооружённых сил СССР и был признан лучшим игроком турнира. После этого перешёл в ростовский СКА, в его составе провёл полтора сезона в первой лиге, а с 1979 года выступал в высшей лиге. Дебютный матч на высшем уровне сыграл 24 марта 1979 года против киевского «Динамо». Всего в высшей лиге в 1979—1980 годах сыграл 26 матчей.
В 1979 году принимал участие в Спартакиаде народов СССР в составе сборной РСФСР, на турнире сыграл один матч против команды Казахской ССР.
С 1980 года в течение 10 сезонов играл за «Ростсельмаш», сыграл 273 матча в первенствах СССР в первой и второй лигах, а во всех турнирах — 290 матчей. Стал победителем зонального турнира второй лиги 1985 года.
В конце карьеры выступал в низших дивизионах СССР и России за АПК (Азов), «Старт» (Ейск), ростовские СКА и «Источник», а также любительские команды. Один сезон провёл в низших дивизионах Польши за «Вистил» (Калиш).
Много лет работал в Ростове детским тренером. В начале XXI века возглавлял сборную Ростовской области 1989 года рождения, бронзовый призёр первенства России в этом возрасте. Среди его воспитанников — чемпион Европы среди юношей Александр Маренич, футболист сборной Грузии Гия Григалава, игравший в клубах премьер-лиги Владимир Хозин.
В 2005—2007 годах входил в тренерский штаб «Ростова». Позднее снова работал с детскими командами. Входил в штаб молодёжного состава «Ростова», в том числе в роли главного тренера, под его руководством команда занимала пятое место в молодёжном первенстве. С командой 1998 г.р. стал серебряным призёром Кубка РФС для клубов первого и второго дивизионов (2012).

## Личная жизнь
Сын Андрей также стал футбольным тренером и работает с детскими командами.